# Leptolaimus sebastiani
Leptolaimus sebastiani is een rondwormensoort uit de familie van de Leptolaimidae. De wetenschappelijke naam van de soort is voor het eerst geldig gepubliceerd in 1984 door Ward.